# Vlag van Zuiddorpe

Vlag van Zuiddorpe
(tot 1970)

De vlag van Zuiddorpe werd nimmer officieel vastgesteld als de gemeentelijke vlag van de Zeeuwse gemeente Zuiddorpe, maar werd wel als zodanig gebruikt. De beschrijving luidt: 
geel, beladen met drie bloeiende boekweitplanten, geplaatst twee en een.
De vlag toont hetzelfde beeld als het gemeentewapen.
Op 1 april 1970 ging de gemeente op in Axel, waardoor de vlag als gemeentevlag kwam te vervallen. Sinds 1 januari 2003 valt Zuiddorpe onder Terneuzen.

## Verwante afbeelding

Het wapen van Zuiddorpe

Aardenburg 
· Arnemuiden 
· Axel 
· Baarland 
· Biervliet 
· Biggekerke 
· Borssele 
· Breskens 
· Brouwershaven 
· Bruinisse 
· Burgh 
· Domburg 
· Dreischor 
· Driewegen 
· Duiveland 
· Ellewoutsdijk 
· 's-Gravenpolder 
· Groede 
· Haamstede 
· 's-Heer Abtskerke 
· 's-Heer Arendskerke 
· Hoedekenskerke 
· Hontenisse 
· IJzendijke 
· Kloetinge 
· Kortgene 
· Koudekerke 
· Krabbendijke 
· Kruiningen 
· Mariekerke 
· Meliskerke 
· Middenschouwen 
· Nieuw- en Sint Joosland 
· Nisse 
· Noordgouwe 
· Oostburg 
· Oostkapelle 
· Oud-Vossemeer 
· Oudelande 
· Ovezande 
· Poortvliet 
· Retranchement 
· Rilland-Bath 
· Ritthem 
· Sas van Gent 
· Scherpenisse 
· Schoondijke 
· Sint-Annaland 
· Sint Jansteen 
· Sint-Maartensdijk 
· Sint Philipsland 
· Sluis 
· Sluis-Aardenburg 
· Stavenisse 
· Valkenisse 
· Vogelwaarde 
· Waarde 
· Waterlandkerkje 
· Wemeldinge 
· Westdorpe 
· Westerschouwen 
· Westkapelle 
· Wissenkerke 
· Wolphaartsdijk 
· Zaamslag 
· Zierikzee 
· Zuiddorpe 
· Zuidzande